# Carlo Matteucci
Carlo Matteucci (Forlì, Emilia-Romaña; 20 de junio de 1811-Livorno, Toscana; 25 de junio de 1868) fue un físico italiano que se dedicó principalmente al estudio de los fenómenos eléctricos.

## Biografía
Cursó sus estudios en la École polytechnique de París. Fue profesor de física en Bolonia (1832), Rávena (1837) y Pisa (1840). En 1844 recibió la medalla Copley, entregada por la Real Sociedad de Londres. En 1847 desempeñó un papel importante en política, y en 1860 fue elegido senador de Italia, al mismo tiempo que ejerció de inspector general de las líneas de telegrafía italianas. En 1862 aceptó el cargo de ministro de educación. Tras su muerte, donó una importante suma de dinero a la Academia Nacional de Ciencias de Italia para la entrega de un premio científico; la medalla Matteucci.

## Obra
Fue autor de cuatro tratados sobre física:
- Lezioni di fisica (2 volúmenes, Pisa, 1841)
- Lezioni sui fenomeni fisico-chimici dei corpi viventi (Pisa, 1844)
- Manuale di telegrafia elettrica (Pisa, 1850)
- Cours spécial sur l'induction, le magnétisme de rotation (París, 1854)

Se dedicó sobre todo al estudio de los fenómenos eléctricos, como la rotación magnética de la luz, las baterías de gas, los efectos de la torsión en los materiales sobre el magnetismo, la polarización de los electrodos, etc. Publicó la mayoría de sus trabajos en los Annales de chemie et de physique (1829-1858), al mismo tiempo que aparecían en publicaciones científicas italianas. Escribió nueve memorias bajo el título «Investigaciones electrofisiológicas» (Electro-Physiological Researches), las cuales publicó en el Philosophical Transactions entre 1845 y 1860.